# 黑河 (泥河)
黑河，位于安徽省中北部，与泥河合称为泥黑河，原发源于凤台县北部古店乡米集村，后经凤台县理顺水系，今黑河源自淮南市潘集区北部贺疃乡茨淮新河南岸古路岗站函，大体沿淮南市潘集区与怀远县边界东南流，至苏家嘴与泥河汇合。汇流后的泥黑河经青年闸和汤鱼湖行洪区，至尹家沟闸注入淮河。古路岗至苏家嘴全长30公里，流域面积246平方公里。泥黑河穿行于淮北平原，比降很小，土质疏松，极易淤淀，又受黄泛影响，泄水不畅。泥河和黑河之间水灾频繁。